# Epimedium sutchuenense
Epimedium sutchuenense är en berberisväxtart som beskrevs av Adrien René Franchet. Epimedium sutchuenense ingår i släktet sockblommor, och familjen berberisväxter. Inga underarter finns listade i Catalogue of Life.